# Утигури
Утигури или Уногори су припадници хуно-прабугарских племена који су у 5. веку и 6. веку живели у степама североисточно од Црног мора и источно од реке Дон. У ранијем периоду су били у источном делу Хунског царства северно од Кавказа.

## Историја
У кијевским хроникама је забележено да је њихов клан Ки основао данашњи град Кијев почетком 5. века. Средином 6. века, за време владавине Ернака, Атилиног сина, једним делом Утигура је владао Кутригур и та племена су остала по том имену и упамћена Кутригури, док је цео западни део племенских заједница остао под владавином другог Ернаковог сина Утригура. За време владавине Сандилча Утригури су били, посредством Византије, увучени у конфликте са Кутригурима. Тај конфликт се одвио пре него што су се сви Хуно-Прабугари уједињени у велико бугарско царство, за време великог кана Кубрата. Утригури су били тада нашли свој дом у данашњем Срему, и били познати под именом Уногори, а у каснијем периоду под вођством Кувер кана су се померили још више на југ у Пелагонију.